# Provincia di Bouira
La provincia di Bouira  (in arabo ولاية البويري) è una delle 58 province dell'Algeria. Prende il nome dal suo capoluogo Bouira.

## Popolazione
La provincia conta 695.583 abitanti, di cui 353.195 di genere maschile e 342.387 di genere femminile, con un tasso di crescita dal 1998 al 2008 dello 0.6%.

## Geografia antropica

### Suddivisioni amministrative
Questa provincia è formata da 12 distretti, divisi in 45 comuni
Questa provincia è formata da 12 distretti, divisi in 45 comuni

1. Distretto di Bouira•
2. Distretto di Haizer•
3. Distretto di Bechloul•
4. Distretto di M'Chedallah•
5. Distretto di Kadiria•
6. Distretto di Lakhdaria•
7. Distretto di Bir Ghbalou•
8. Distretto di Aïn Bessem•
9. Distretto di Souk El Khemis•
10. Distretto di El Hachimia•
11. Distretto di Sour El Ghozlane•
12. Distretto di Bordj Okhriss

Nella tabella sono riportati i comuni della Provincia, suddivisi per distretto di appartenenza.
| Distretto                     | Communi                                                             |
| ----------------------------- | ------------------------------------------------------------------- |
| Distretto di Aïn Bessem       | Aïn Bessem · Aïn Laloui · Aïn El Hadjar                             |
| Distretto di Bechloul         | Bechloul · El Asnam · El Adjiba · Ahl El Ksar · Ouled Rached        |
| Distretto di Bir Ghbalou      | Bir Ghbalou · Raouraoua · El Khabouzia                              |
| Distretto di Bordj Okhriss    | Bordj Okhriss · Mezdour · Taguedit · Hadjera Zerga                  |
| Distretto di Bouira           | Bouira · Aïn El Turc · Ait Laaziz                                   |
| Distretto di El Hachimia      | El Hachimia · Oued El Berdi                                         |
| Distretto di Haizer           | Haizer · Taghzout                                                   |
| Distretto di Kadiria          | Kadiria · Aomar · Djebahia                                          |
| Distretto di Lakhdaria        | Lakhdaria · Boukram · Maala · Bouderbala · Zbarbar · Guerrouma      |
| Distretto di M'Chedallah      | M'Chedallah · Saharidj · Chorfa · Ahnif · Aghbalou · Ath Mansour    |
| Distretto di Souk El Khemis   | Souk El Khemis · El Mokrani                                         |
| Distretto di Sour El Ghozlane | Sour El Ghozlane · Maamora · Ridane · El Hakimia · Dechmia · Dirrah |